# Criorhina villosa
Criorhina villosa är en tvåvingeart som först beskrevs av Jacques-Marie-Frangile Bigot 1882.  Criorhina villosa ingår i släktet pälsblomflugor, och familjen blomflugor. Inga underarter finns listade i Catalogue of Life.